# Pandemia de COVID-19 en Antártida
La pandemia de COVID-19 en Antártida es parte de la pandemia de COVID-19 provocada por el virus SARS-CoV-2. Debido a su lejanía, la Antártida fue el último continente en tener casos confirmados de COVID-19 y una de las últimas regiones del mundo afectadas directamente por la pandemia. Los primeros casos se reportaron en la Base General Bernardo O'Higgins del Ejército de Chile, ubicada en el Territorio Chileno Antártico, el 21 de diciembre de 2020, casi un año después de que se reportaran los primeros casos de la enfermedad en el resto del mundo. Hasta noviembre de 2022, hay 226 casos confirmados de la enfermedad en el continente.

## Antecedentes
Las personas que llegan a las estaciones de investigación de la Antártida deben someterse a aislamiento y detección de COVID-19. Las estaciones de investigación de la Antártida de Australia y Alemania tienen respiradores, y no está confirmado si las estaciones de investigación de los Estados Unidos y Reino Unido los tienen. El British Antarctic Survey implementó medidas de precaución. El impacto de la pandemia de coronavirus en los viajes causó complicaciones al evacuar a las personas del British Antarctic Survey del continente.
En abril de 2020, en un crucero que se dirigía a la Antártida, casi el sesenta por ciento de sus pasajeros resultaron positivos para COVID-19 antes de llegar. El crucero hizo escala en Uruguay, donde se permitió el desembarco de los pasajeros.
Las bases en la Antártida ahora contienen solo equipos reducidos, los visitantes han sido limitados y la investigación científica se ha visto afectada. Varias conferencias sobre el tema de la Antártida que se habían planeado para mediados de 2020 fueron canceladas debido a la pandemia.

## Cronología

### Diciembre 2020
El 21 de diciembre de 2020, mediante un comunicado oficial, el Ejército de Chile confirmó que 26 efectivos militares y 10 civiles que se encontraban en la Base General Bernardo O'Higgins (en la Antártida Continental) dieron positivo a COVID-19 en una Prueba PCR que les fue aplicada; además, se informó que ya todos estaban en aislamiento y no presentaban signos de complicación alguna.
Según el comunicado, el contagio pudo producirse durante una visita que el buque de la Armada de Chile, conocido como Sargento Aldea, realizó a dicha base entre el 27 de noviembre y el 10 de diciembre de 2020 para realizar labores de mantenimiento logístico y en el que, tras arribar al Puerto de Talcahuano el 16 de diciembre siguiente, 3 de los 208 tripulantes dieron positivo a COVID-19.

### Diciembre 2021
El 14 de diciembre de 2021, se detectó un caso positivo en la estación de investigación belga Princesa Isabel de la Tierra de la Reina Maud. Pruebas adicionales revelaron dos casos más que, posteriormente fueron evacuados el 23 de diciembre. Como resultado, se infectaron un total de 11 de las 30 personas presentes en la estación antártica.

### Enero 2022
El 12 de enero de 2022 se detectaron 13 casos positivos en la Base Esperanza de la Antártida Argentina. Posteriores pruebas detectaron 11 casos más, por un total de 24 casos positivos al COVID-19. Hasta enero del 2022, el gobierno de Chile ha registrado 62 casos de COVID-19 en la Antártica Chilena.

### Septiembre 2022
El 13 de septiembre de 2022 se detectó un caso positivo en la Base Davis de la Territorio Antártico Australiano. Primer caso no especificado detectado en el puerto de Hobart el 10 de enero de 2022.

### Noviembre 2022
El 5 de noviembre de 2022 se detectaron 73 casos positivos en la Base McMurdo de la Dependencia Ross. Posteriores pruebas detectaron 25 casos más, por un total de 98 casos positivos al COVID-19. COVID-19 también llegó a la Base Amundsen-Scott se detectaron 4 casos positivos el 5 de noviembre de 2022.
El 8 de noviembre de 2022 se detectaron 20 casos positivos en la Base Dumont d'Urville de la Tierra Adelia. Como resultado, se infectaron un total de 20 de las 21 personas presentes en la estación antártica.

## Vacunación
El 17 de marzo de 2021, la Fuerza Aérea de Chile anunció que inoculó a 49 miembros de su personal en la Antártida con la vacuna Coronavac, del laboratorio chino Sinovac, siendo el primer país en vacunar contra el COVID-19 en el continente.
El 7 de octubre de 2021, las vacunas de AstraZeneca llegaron a la Antártida para vacunar a 23 miembros del personal que trabajaban para el British Antarctic Survey en la Base Rothera.

## Estadísticas
| Territorio                                     | Casos | Muertes | Ref.          |
| ---------------------------------------------- | ----- | ------- | ------------- |
| Tierra Adelia                                  | 20    | 0       | [ 18 ]        |
| Antártida Argentina                            | 24    | 0       | [ 12 ] [ 21 ] |
| Territorio Antártico Australiano               | 1     | 0       | [ 14 ]        |
| Territorio Antártico Británico                 | 0     | 0       |               |
| Territorio Chileno Antártico                   | 68    | 0       | [ 22 ] [ 13 ] |
| Isla Pedro I                                   | 0     | 0       |               |
| Tierra de la Reina Maud                        | 11    | 0       | [ 11 ]        |
| Dependencia Ross                               | 98    | 0       | [ 16 ]        |
| Tierra de Marie Byrd                           | 4     | 0       | [ 17 ]        |
| Última Actualización: 12 de noviembre de 2022. |       |         |               |